# Foro Sol
Estadio GNP Seguros – obiekt sportowo-rozrywkowy zbudowany w 1993 roku na terenie Autódromo Hermanos Rodríguez we wschodnim Meksyku. Położony jest niedaleko Międzynarodowego Lotniska w Meksyku i jest zarządzany przez Grupo CIE.
Obiekt początkowo został zbudowany do organizacji dużych koncertów muzycznych. Pierwotnie nosił nazwę Autódromo i mógł pomieścić nawet 50 000 osób. W latach 2000–2014 służył również jako stadion baseballowy, na którym rozgrywane były mecze drużyn Diablos Rojos del México i Tigres de México. Foro Sol jest drugim co do wielkości miejscem koncertowym w Meksyku; największym jest Estadio Azteca, mogący pomieścić 87 523 widzów.
Od 2015 roku Foro Sol jest gospodarzem Grand Prix Meksyku, a od 2016 roku także wyścigu Mexico City ePrix. Obiekt stał się częścią toru i ma zakręty w obrębie swojego terenu. Zwiększył również pojemność toru o 25 000 widzów. Obiekt ten zostało docenione ze względu na swój wyjątkowy charakter.
W 2019 roku park był gospodarzem Race of Champions oraz Stadium Super Trucks; ta druga służyła zarówno jako kategoria rywalizująca w ROC, jak i jako samodzielne wydarzenie, które zakończyło sezon 2018.

## Wykorzystanie

### Baseball
Foro Sol zostało otwarte jako stadion baseballowy 2 czerwca 2000 roku meczem pomiędzy drużynami Tigres de México i Diablos Rojos del México. Obie drużyny wcześniej grały na stadionie Parque del Seguro Social, który został zburzony w celu budowy centrum handlowego. Tigres rozegrał sezony 2000 i 2001 na Foro Sol, zdobywając mistrzostwo Meksykańskiej Ligi baseballowej z rzędu. W następnym roku Tigres przeniosło się do miasta Puebla, zmieniając nazwę na Tigres de la Angelópolis, a Diablos Rojos pozostali jedynymi najemcami parku.
Na boisku odbyły się trzy mecze pokazowe Major League Baseball : w 2001 roku Pittsburgh Pirates vs. Tampa Bay Rays, w 2003 New York Mets vs. Los Angeles Dodgers oraz w 2004 Florida Marlins vs. Houston Astros.
Foro Sol był gospodarzem Grupy B Mistrzostw Świata w Baseballu 2009, w której rywalizowały drużyny Australii, Kuby, Republiki Południowej Afryki i Meksyku.
W 2014 roku, ze względu na powrót Grand Prix Meksyku na Autódromo Hermanos Rodríguez, Diablos Rojos rozegrali swój ostatni sezon na Foro Sol, ponieważ obiekt wymagał remontu, aby móc gościć Formułę 1. Diablos Rojos przenieśli się na mniejszy Estadio Fray Nano.

### Koncerty
Madonna była pierwszym światowej klasy artystą, który wystąpił na Foro Sol 12 listopada 1993 roku, gdy obiekt nosił nazwę Autódromo Hermanos Rodríguez, podczas jej pierwszej wizyty w Meksyku w ramach trasy koncertowej The Girlie Show. Koncerty odbyły się 10, 12 i 13 listopada 1993 roku.
Brytyjski zespół rockowy Coldplay wystąpił na stadionie 3, 4, 6 i 7 kwietnia 2022 roku. Te cztery koncerty sprawiły, że zespół stał się pierwszą międzynarodową grupą w historii, która dała cztery występy w ramach jednej trasy koncertowej, oraz przyciągnął największą publiczność w historii stadionu dla artysty anglojęzycznego, z liczbą 259 591 widzów.
Podczas swojej trasy pożegnalnej, portorykański raper Daddy Yankee dał pięć koncertów 29 i 30 listopada, 2, 3 i 4 grudnia 2022 roku, przyciągając łącznie 322 028 widzów. Stał się tym samym pierwszym artystą, który wystąpił przez pięć kolejnych wieczorów oraz zgromadził największą publiczność w historii tego miejsca.
Obiekt jest gospodarzem festiwalu muzycznego Vive Latino, który odbywa się corocznie przez kilka dni. Jest to jeden z najważniejszych festiwali rocka en español na świecie, prezentujący szeroki zakres grup meksykańskich, latynoamerykańskich i hiszpańskich różnych gatunków muzycznych, Na festiwalu występują takie zespoły jak Café Tacuba, Los Fabulosos Cadillacs, Gustavo Cerati, Ozomatli, Sepultura, Ska-P, a także zespoły niehiszpańskojęzyczne, takie jak The Wailers, Jane's Addiction, Deftones, The Chemical Brothers i The Mars Volta.

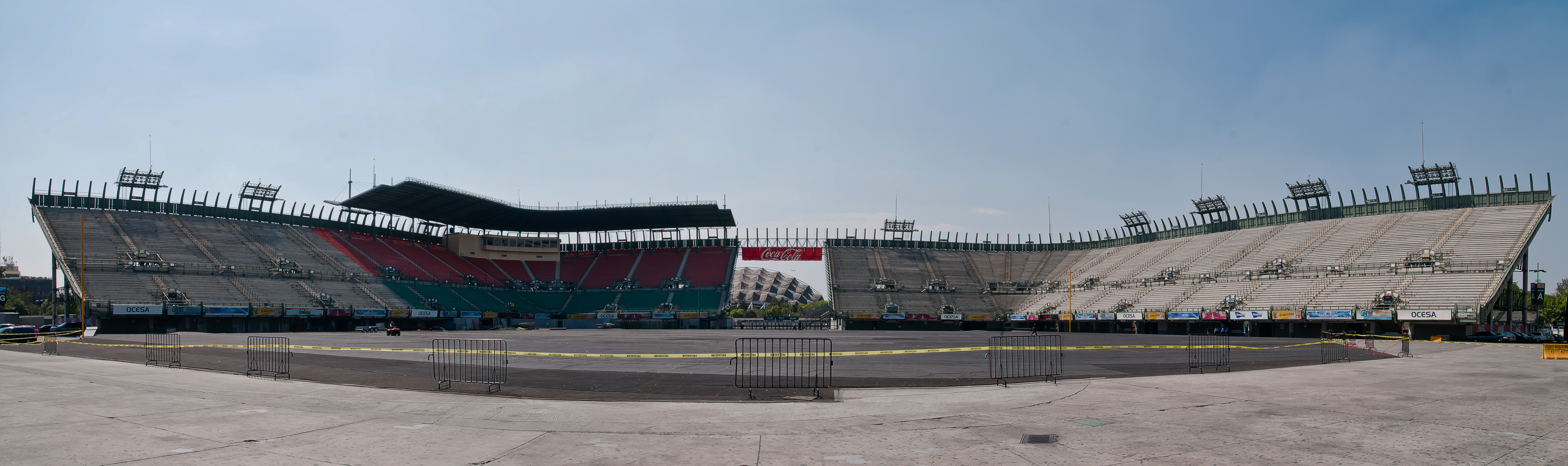
Panorama Foro Sol